# Gartnait III
Gartnait mac Wid ou Gartnait mac Foth roi des Pictes de 631 à 635.
Il semble qu’après le neveu de Nechtan, Cinioch mac Lutrin ce soient ses trois petits-fils Gartnaidh mac Wid, Brude mac Wid et Talorg mac Wid qui occupèrent le trône dans le second quart du VIIe siècle.
Leur père nommé Wid dans le manuscrit de la chronique de 971 et Foth dans celui de 1317 a lui aussi été identifié également par Alfred P. Smyth avec Gwid (Foith) le fils de Neithon de Strathclyde qui participa aux combats contre les Angles des princes bretons du nord et notamment à la désastreuse bataille de Catraeth.
Cette série de règnes est la conséquence de la permanence de la forte influence du royaume de Strathclyde dans la région et sur la monarchie suprême picte à cette époque. La seconde moitié du siècle vit la tentative du royaume angle de Northumbrie qui avait constitué son unité par la fusion du Deira et de la Bernicie pour imposer son hégémonie.
La chronique picte attribue un règne de 5 ans à ce roi. Les annales d'Ulster mentionnent simplement :
- 635 Bataille de Segais dans laquelle tombent Lochene mac Nechtan Cennfhata, Cumuscach mac Oengus et Gartnait mac Foth.

## Sources
- (en) J.P.M. Calise, Pictish Sourcebook, Documents of Medieval Legend and Dark Age History, Londres, Greenwood Press, 2002 (ISBN 0313322953)
- (en) William Arthur Cumming, The Age of the Picts, Stroud, Sutton Publishing, 1998 (ISBN 0750916087).
- (en) William Forbes Skene Chronicles Of The Picts, Chronicles Of The Scots, And Other Early Memorials Of Scottish History. H.M General Register House Edinburgh (1867) Reprint par Kessinger Publishings's (2007)  (ISBN 1432551051).